# Metalloproteine
Ein Metalloprotein ist ein Protein, welches ein oder mehrere Metalle enthält, ohne katalytisch aktiv sein zu müssen. Die Metallionen in diesen Proteinen sind kritisch für deren Funktion, Struktur und/oder Stabilität. Katalytisch aktive Metalloproteine werden als Metalloenzyme bezeichnet (siehe dort). Sie spielen eine entscheidende Rolle bei biologischen Prozessen, die zu den komplexesten und wichtigsten gehören, die in der Natur vorkommen. Zu nennen sind hier in erster Linie Photosynthese, Atmung (Respiration), die molekulare Reduktion von Sauerstoff, die Oxidation von Wasser und die Stickstofffixierung. Metalloproteine machen nahezu die Hälfte aller in der Natur vorkommenden Proteine aus, was ihre Bedeutung unterstreicht.

## Bedeutung für die Medizin
Metalloproteine spielen eine bedeutende Rolle sowohl in unzähligen physiologischen, als auch in pathologischen Prozessen. Sie stellen deshalb mögliche Zielstrukturen für eine therapeutische Intervention mit Arzneimitteln dar. Ein gutes Beispiel für das große medizinische Potential der Metalloproteine sind die in mindestens 54 Familien verzweigten „Clans“ der Metalloproteasen. Schon in den frühen 1980er Jahren wurden selektive Inhibitoren (Hemmer) des sogenannten angiotensin converting enzyme der Metalloproteinase-Familie M2 in die klinische Praxis zur Behandlung von Hypertonie (Bluthochdruck) eingeführt. Diese Inhibitoren verhindern die Bildung von Angiotensin II, was aufgrund der Rolle dieses Moleküls bei der Aufrechterhaltung des Blutdrucks, eine Blutdrucksenkung zur Folge hat. Aktuellere klinische Prüfungen untersuchten – allerdings bislang mit geringem Erfolg – Mitglieder der Metalloproteasen-Familie M10 (mit den Matrix-Metalloproteasen, MMP) auf ihr therapeutisches Potential hinsichtlich so unterschiedlicher Erkrankungen wie Krebs oder Arthritis und Mitglieder der M12-Familie. Letztere beinhaltet die Gruppe der Adamalysine, u. a. mit der sogenannten TNF-Konvertase ADAM17, die bei inflammatorischen (entzündlichen) Erkrankungen eine Rolle spielen. Größeres Potential haben möglicherweise die Matrix-Metalloproteinasen MMP9 und MMP12: Sie scheinen eine Schlüsselrolle bei der Chronisch obstruktive Lungenerkrankung (COPD) zu spielen, konnte doch in einem präklinischen Tiermodell gezeigt werden, dass die Hemmung dieser Proteine effektiv bei COPD ist. Ein gegen diese Metalloproteine gerichteter Wirkstoff des Pharmaunternehmens AstraZeneca befindet sich derzeit (Stand: 2009) in einer klinischen Studie der Phase II.

## Beispiele
- Carboanhydrase enthält Zink und katalysiert die Hydratisierung von Kohlendioxid zu Kohlensäure sehr effektiv.
- Concanavalin A enthält Calcium und Mangan und bindet spezifisch bestimmte Zuckertypen ohne aber Reaktionen zu katalysieren. Ohne diese Metalle funktioniert die Zuckerbindung nicht.
- Calcium bindet an Calmodulin, welches dann bestimmte Enzyme durch Protein-Protein-Interaktion aktiviert, dieses Beispiel verdeutlicht die Bedeutung von Calcium in der Signalverarbeitung in der Zelle.
- Vanadium wird von bestimmten Seescheiden angereichert. Möglich wird dies durch Vanadium-bindende Proteine, sog. Vanabine, die wahrscheinlich auch beim Sauerstofftransport dieser Lebewesen eine Rolle spielen.
- Die Ribonukleotidreduktase enthält einen Eisen-Komplex, welcher ein benachbartes Radikal stabilisiert.
- Kupferchaperon für Superoxiddismutase (engl. „copper chaperone for superoxide dismutase, CCS“) ist ein in allen Lebewesen vorkommendes Protein, das durch spezifische Protein-Protein Wechselwirkung die Superoxiddismutase (SOD) aktiviert, indem ein Kupferion von CCS auf SOD transferiert wird. Bei Superoxiddismutase handelt es sich um ein sehr wichtiges Antioxidans zur intrazellulären Abwehr von freien Sauerstoffradikalen, die mitverantwortlich für die Entstehung von Demenzerkrankungen sein können.
- Plastocyanin ist ein weiteres Kupferprotein, es spielt eine wichtige Rolle bei der Photosynthese.
- Urease enthält Nickel.
- Die Nitratreduktase (NADH) ist ein molybdänhaltiges pflanzliches Enzym, das die Reduktion von Nitrat zu Nitrit katalysiert.